# Bruno von Saarbrücken
Bruno von Saarbrücken († 1123) war Bischof von Speyer von 1107 bis 1123.

## Familie
Bruno von Saarbrücken stammte aus dem Geschlecht der Grafen von Saarbrücken, die von den Saliern mit wichtigen Ämtern betraut wurden. Bruno war der Sohn des Grafen Siegbert und ein Bruder von Friedrich von Saarbrücken und des Mainzer Erzbischofs Adalbert I. von Mainz, damit auch Onkel von Erzbischof Adalbert II. von Mainz.

## Kirchliche Karriere
Bruno war zunächst Abt des Klosters Lorsch. 1107 wurde er zum Bischof von Speyer ernannt. Dessen Kathedrale war zugleich die  Begräbniskirche und damit der zentrale Gedenkort für die regierende Dynastie der Salier. Ebenfalls 1107 wurde er auch Abt des Klosters Limburg, eine Funktion, die er bis 1111 innehatte.

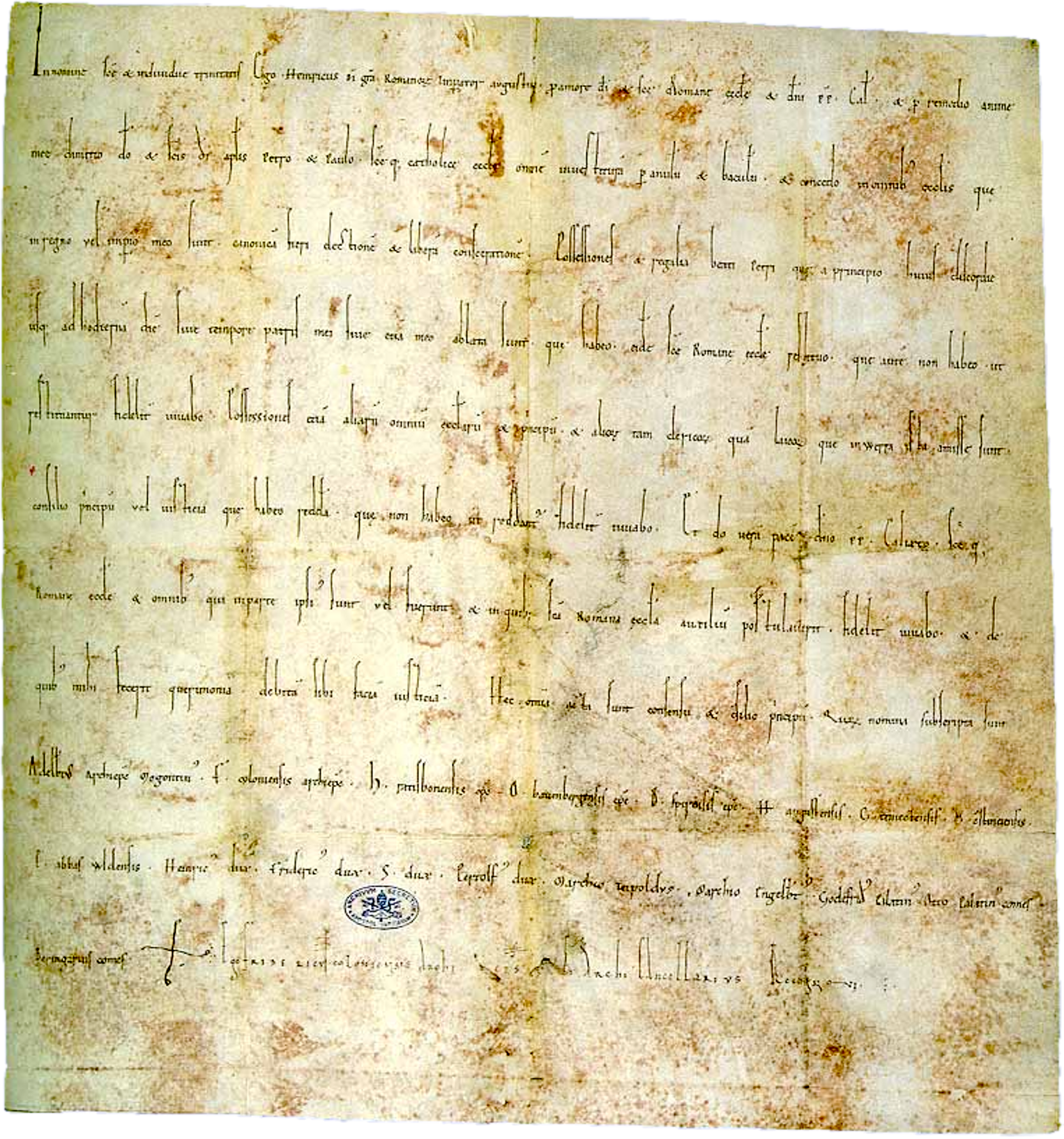
Wormser Konkordat – das in den Vatikanischen Archiven erhaltene Exemplar

Bruno war einer der beiden Botschafter, die im Frühjahr 1122 ein Schreiben von Kaiser Heinrich V. an Papst Calixt II. überbrachten, mit dem die Verhandlungen eingeleitet wurden, die im Herbst des gleichen Jahres zum später so genannten Wormser Konkordat führten, das den Investiturstreit beendete. Bruno war auf der Reichsversammlung von 1122 in Worms anwesend, die den Vertrag aushandelte, und wird in der Zeugenliste aufgeführt.